# Kositrov dioksid
Kositrov dioksid, kositrov(IV) oksid ali staní oksid je anorganska spojina s formulo SnO2. Mineralna oblika SnO2 je kasiterit, ki je glavna kositrova ruda. Kositrov dioksid je brezbarvna, diamagnetna in amfoterna trdnina in najpomembnejša surovina za kemijo kositra. 

## Struktura
Kristalni SnO2 ima tetragonalno kristalno strukturo rutila, v kateri imajo kositrovi atomi koordinacijo 6, kisikovi pa 3. Spojina se običajno obravnava kot polprevodnik tipa n s pomanjkanjem kisika. Hidrirane oblike SnO2 so se v preteklosti obravnavale kot kositrove kisline, čeprav so v resnici hidrirani delci SnO2, katerih sestava je odvisna od velikosti delcev.

## Priprava
Naravni kositrov dioksid vsebuje nečistoče, zato se najprej reducira v kovinski kositer, ki se nato sežge v zraku. Letna proizvodnja je približno 10 tisoč ton. Industrijska redukcija oksida v kovinski kositer poteka z ogljikom pri temperaturi  1200-1300 °C.

## Amfoternost
SnO2 je amfoteren oksid, kljub temu, da ni topen v vodi, kasiteritna ruda pa slabo topna v kislinah in bazah. »Stanojeva kislina« je hidriran kositrov dioksid, ki se imenuje tudi »stani hidroksid«. 
Kositrovi oksidi so topni v kislinah. Z raztapljanjem v halogenvodikovih kislinah nastanejo heksahalostanati, na primer [SnI6]2−. Eno od poročil omenja, da je za njegovo tvorbo potrebno nekaj urno kuhanje v refluktirajoči HI:
{\displaystyle ~{\mathsf {SnO_{2}+6HI\longrightarrow \ H_{2}SnI_{6}+2H_{2}O}}}
Z raztapljanjem v žveplovi kislini nastane stano sulfat:
{\displaystyle ~{\mathsf {SnO_{2}+2H_{2}SO_{4}\longrightarrow \ Sn(SO_{4})_{2}+2H_{2}O}}}
Z raztapljanjem v močnih bazah, na primer v natrijevem hidroksidu, nastane stanat s formulo Na2SnO3. Z raztapljanjem strjene taline SnO2/NaOH v vodi nastane sol Na2[Sn(OH)6]2, ki se uporablja v industriji barvil.

### Glazure za keramiko
Kositrov dioksid se uporablja kot sredstvo za motnenje in belo barvilo v glazurah za keramiko, še posebej za lončenino, sanitarno keramiko in keramične ploščice. V stekleni masi ostane po žganju v suspenziji. Ker se njegov visok lomni količnik (2,006)  dovolj razlikuje od lomnega količnika steklene matrice, se svetloba razprši in s tem poveča motnost glazure. Stopnja raztopitve narašča s temperaturo žganja, s čimer se seveda zmanjša motnost. Četudi je topnost kositrovega dioksida  odvisna tudi od drugih komponent v glazuri,  je na splošno majhna. Topnost povečujejo  Na2O, K2O in B2O3 in zmanjšujejo CaO, BaO, ZnO, Al2O3, delno tudi PbO.
SnO2 se je uporabljal kot pigment za steklo, emajle in keramične glazure. Čisti SnO2 daje mlečno belo barvo. Dodatki drugih kovinskih oksidov izdelek obarvajo: V2O5 rumeno, Cr2O3 rožnato, Sb2O5 sivo modro, itd..

### Poliranje
Kositrov dioksid se lahko uporablja samostojno ali v zmesi s svinčevim oksidom kot sredstvo za poliranje stekla, nakita, marmorja in srebra. Čist SnO2 so imenovali »prašek za poliranje« ali »zlatarski prašek«.

### Prevleke za steklo
Steklo se prevleče s kositrovim dioksidom z naparevanjem stano klorida (SnCl4) ali organokositrovih trihalidov, na primer butilkositrovega triklorida (C4H9SnCl3). Na ta način se na primer na steklenice nanese manj kot 0,1 μm debel sloj SnO2, ki omogoči, da se steklenic oprime zaščitni premaz polimera, na primer polietilena.
Debelejši nanosi, ki vsebujejo Sb4+  ali F- ione, so električno prevodni in se uporabljajo v elektroluminiscentnih napravah.

### Zaznavanje plinov
Žice iz SnO2 se uporabljajo za zaznavanje plinov, na primer v detektorjih ogljikovega monoksida.
Uporablja se tudi v senzorjih za vnetljive pline. V teh primerih je senzor segret na konstantno temperaturi nekaj sto stopinj Celzija. Prisotnost vnetljivega plina zmanjša njegovo električno upornost. Preučili so tudi dopiranje z različnimi spojinami, na primer CuO. Dopiranje s kobaltom in manganom daje snov, ki je uporabna na primer za visokonapetostne varistorje.  S kositrovim dioksidom se lahko dopirajo  železovi in manganovi oksidi.